# 氯化亚铊
氯化亚铊，又称氯化铊(I)，是一种无机化合物，化学式为TlCl。氯化亚铊和氯化银相似，遇光会变暗或变紫，但不同的是，氯化亚铊在氨水中不溶解。

## 制备
氯化亚铊可以由硝酸亚铊或硫酸亚铊和盐酸反应得到：
Tl2SO4 + 2 HCl → 2 TlCl↓ + H2SO4
产物经水洗涤后，在热水中重结晶来提纯。
铊和盐酸的反应也能得到氯化亚铊：
2 Tl + 2 HCl → 2 TlCl + H2↑
但氯和铊化合可以生成氯化亚铊，也能生成三氯化铊。

## 物理性质
氯化亚铊微溶于水。它在室温下为氯化铯晶型，降温后转变为单斜晶系的碘化铊晶型。相变温度受到杂质影响。

## 化学性质
氯化亚铊可以被氢气还原为单质铊。在120℃和汞反应、在熔点时和锌反应，均被还原为金属铊。
氯化亚铊和硫化物反应，产生硫化亚铊：
2 TlCl + H2S = Tl2S + 2 HCl
2 TlCl + (NH4)2S = Tl2S + 2 NH4Cl

## 用途
被放射性的201Tl标记的氯化亚铊注射液可用于缺血性心臟病的诊断。